# Pont du Gard
Il Pont du Gard è un ponte romano a tre livelli situato nel sud della Francia a Vers-Pont-du-Gard, vicino Remoulins, nel dipartimento del Gard. Attraversa il fiume Gardon, e fa parte dell'acquedotto romano che porta lo stesso nome. Costituito da tre serie di arcate, il ponte domina il fiume Gardon con i suoi 49 metri di altezza e 275 di lunghezza.

## Descrizione

### Nome
A questo punto del fiume, il ponte attraversa il Gard o, secondo altri, il Gardon (o meglio, i Gardon). I Gardon, secondo gli idrologi, si immettono nel fiume Gard in prossimità del paese di Cassagnoles. Secondo questa definizione, il Gardon è costituito dai fiumi Gardon d'Anduze e dai Gardon d'Alès. Il fiume è conosciuto con il nome di Gard o di Gardon.

### Dimensioni dell'architettura
- Arcata inferiore: 6 archi, 142 metri di lunghezza, 6 metri di larghezza, 22 metri di altezza.
- Arcata intermedia: 11 archi, 242 metri di lunghezza, 4 metri di larghezza, 20 metri di altezza.
- Arcata superiore: 35 archi, 275 metri di lunghezza, 3 metri di larghezza, 7 metri di altezza.

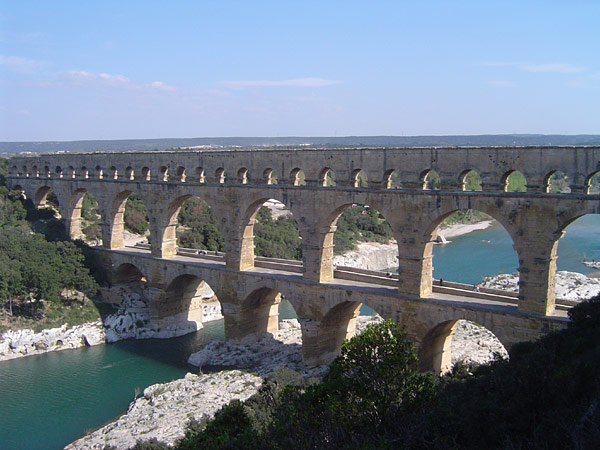
Il ponte da sudovest.

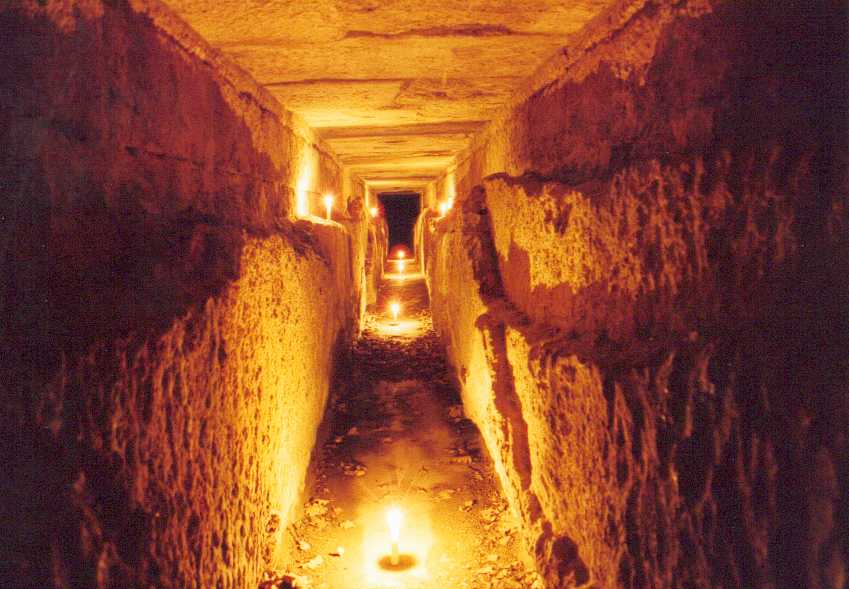
Interno dell'acquedotto.

Una strada percorre il primo livello e l'acquedotto è collocato al terzo livello. L'acquedotto è costituito da un condotto a sezione rettangolare (dimensioni interne: 1,80 m di altezza, 1,20 m di larghezza) che percorre il ponte in tutta la sua lunghezza con una pendenza dello 0,034%.

### Caratteristiche artistiche
In questo acquedotto ci sono diverse caratteristiche artistiche degne di nota. Innanzitutto la maestosità dell'opera architettonica e la minuziosità necessaria per l'inclinazione affinché sia lineare il percorso dell'acqua. Si nota una grandiosità del rapporto, in altezza e in larghezza, fra le imponenti arcate delle due serie inferiori e gli archetti che corrono in alto. Nel 1985 l'acquedotto è stato inserito nell'elenco dei Patrimoni dell'umanità dell'UNESCO.

## Storia
Il ponte è stato costruito verso il 17 a.C. e faceva parte di un acquedotto di quasi 50 km di lunghezza che portava l'acqua dalle sorgenti di Uzès (il punto di captazione non è conosciuto) alla città gallo-romana di Nemausus, oggi chiamata Nîmes. È stato costruito da Agrippa sotto l'imperatore Augusto. La portata raggiungeva i 20.000 metri cubi d'acqua al giorno. La consistenza dei depositi in calcare suggerisce che l'acquedotto sia stato in attività per non meno di 400-500 anni.
L'acquedotto ha una pendenza media di 34 centimetri per chilometro, ovvero 1 su 3000; il dislivello tra la sorgente e l'arrivo è di soli 17 metri: un successo tecnico ragguardevole. L'acquedotto segue un tragitto sinuoso per potere approfittare al massimo dei rilievi delle colline (in linea d'aria, Uzès non è che a 20 chilometri da Nîmes). A fronte di un aspetto esterno relativamente grezzo, le superfici interne di scorrimento dell'acqua furono accuratamente rifinite. Gli ingegneri realizzarono le pareti del condotto in pietra da taglio e il pavimento in cemento con un peculiare sistema di sigillatura, ovvero un calcestruzzo a base di calce, dipinto con una vernice rossastra, a base di ossido ferrico, che evitava il degrado dovuto al calcare.
L'acqua corrente impiegava circa un giorno per fluire, sotto la spinta della gravità, dal suo punto di captazione situato alle fontane di Eure, nei pressi di Uzès, fino all'invaso di ripartizione ancora visibile nella via Lampèze a Nîmes e chiamato Castellum.
Nemausus aveva un discreto numero di pozzi ed anche una sorgente vicina: la costruzione di un acquedotto non rappresentava quindi una necessità vitale, ma piuttosto un'opera di prestigio, destinata all'approvvigionamento idrico di terme, bagni e altre fontane della città.
Il ponte fu costruito senza l'aiuto di cementi a calce; le pietre, di cui alcune pesanti fino a sei tonnellate, erano legate da tiranti in ferro. I blocchi sono di roccia calcarea e furono estratti da una cava a meno di un chilometro dal cantiere del ponte. Essi furono posti in opera grazie ad un argano azionato tramite una ruota che veniva fatta girare dagli operai. Una complessa impalcatura fu costruita per sostenere il ponte durante la sua costruzione. La facciata del ponte ne porta ancora i segni, come i sostegni dell'impalcatura e le cornici sporgenti sui pilastri che accoglievano le centine in legno che servivano a sostenere le volte in costruzione. Si suppone che la costruzione sia durata circa trenta anni, con l'impiego di 800-1000 operai.
Dopo i romani, il ponte fu mantenuto dai signori locali che applicavano una tassa a coloro che lo attraversavano. A causa della mancata manutenzione, il flusso d'acqua cessò di scorrere pochi secoli dopo la caduta dell'impero romano d'occidente.
La struttura non subì saccheggi di materiale da costruzione, ma fu danneggiata attorno al 1620 quando Enrico II di Rohan fece passare la sua artiglieria destinata alla guerra contro gli Ugonotti. Nonostante i danni alle arcate del secondo livello, la struttura resistette.
Napoleone III, grande ammiratore delle opere di ingegneria romane, a seguito di una sua visita nel 1850, venne fotografato nel 1851 da Édouard Baldus, e venne ordinato il restauro del ponte. Furono quindi sostituite le pietre erose e fu aggiunta della malta per consolidare la struttura. Infine, Napoleone III fece costruire delle scale per permettere ai visitatori di accedere all'acquedotto.